# Thera medionigricans
Thera medionigricans är en fjärilsart som beskrevs av Carl Reutti 1898. Thera medionigricans ingår i släktet Thera och familjen mätare. Inga underarter finns listade i Catalogue of Life.